# Június 15.
Június 15. az év 166. (szökőévben 167.) napja a Gergely-naptár szerint. Az évből még 199 nap van hátra.
Névnapok: Jolán, Vid + Ábrahám, Ábrán, Bernárd, Bernát, Bod, Estella, Gibárt, Ibrahim, Ividő, Ivola, Izolda, Jolanda, Jolánta, Jonka, Kreola, Kreszcencia, Lotár, Modesztusz, Szenta, Szkilla, Sztella, Via, Vida, Vidos, Viola, Violenta, Violett, Violetta, Viorika, Víta, Vitus, Zoé, Zója

## Események
- 1309 – Tamás esztergomi érsek I. Károly néven magyar királlyá koronázza Károly Róbertet a budai Nagyboldogasszony-templomban.
- 1311 – III. Ottó Alsó-Bajorország hercege az Ottó-féle kötelezvény kiadásával kiszélesíti a bajor nemesség jogait.
- 1312 – A rozgonyi csata, Károly Róbert legyőzi Aba Amadé fiait, és Csák Máté segédcsapatait.
- 1389 – A törökök döntő győzelmet aratnak a rigómezei csatában. Lázár szerb fejedelem és I. Murád szultán is elesnek az ütközetben. Szerbia elveszíti függetlenségét. Ma a Gergely-naptár szerint június 28-án ünneplik.
- 1682 – Báthory Zsófia halála után két évvel Munkácson házasságot köt Zrínyi Ilona és Thököly Imre.
- 1703 – II. Rákóczi Ferenc találkozik Esze Tamással a magyar–lengyel határon, Klinecben.
- 1713 – Országgyűlés Szebenben.
- 1752 – Benjamin Franklin végrehajtja híres sárkányos kísérletét Philadelphiában, melynek során sikeresen hozott létre szikrákat egy felhőből; a villámcsapás elektromos jelenségének felismerése vezette el a villámhárító feltalálásához.
- 1876 – Magyarországon egy törvény alapján e napon határozta el a Magyar Mérnök- és Építész-Egylet, hogy áttérünk a méterrendszerre.
- 1948 – Tűzszünet Palesztinában, véget ér az első arab-izraeli háború.
- 1972 – Letartóztatják Ulrike Meinhofot a Vörös Hadsereg Frakció nevű terrorista csoport alapítóját, egyik fő ideológusát.
- 1985 – A szovjet Vega–2 űrszonda által szállított ballonszonda behatol és méréseket végez a Vénusz légkörében.
- 1986 – A Hungaroring megnyitása.
- 2007 – Leszakad egy másfél kilométer hosszú híd több mint 150 méteres szakasza Kínában, miután egy teherszállító hajó a híd pillérének ütközik.
- 2007 – Kezdetét veszi az Európai Unió saját rendőri missziója Afganisztánban, amelynek keretében 160 rendőr érkezik az ázsiai országba.

## Sportesemények
Formula–1
- 1958 –  belga nagydíj, Spa-Francorchamps - Győztes: Tony Brooks (Vanwall)
- 1986 –  kanadai nagydíj, Montreal - Győztes: Nigel Mansell (Williams Honda Turbo)
- 1997 –  kanadai nagydíj, Montreal - Győztes: Michael Schumacher (Ferrari)
- 2003 –  kanadai nagydíj, Montreal - Győztes: Michael Schumacher (Ferrari)

Kézilabda
- 1999 – Férfi kézilabda-világbajnokság, Egyiptom - Győztes Svédország

## Születések
- 1763 – Berzeviczy Gergely magyar közgazdasági szakíró († 1822)
- 1780 – Theodor Baillet von Latour gróf, osztrák hadügyminiszter († 1848)
- 1793 – Aranyi István evangélikus pap, tanár († 1864)
- 1797 - Brassai Sámuel nyelvész, filozófus, természettudós, az MTA tagja († 1897)
- 1829 – Szász Károly magyar író, költő († 1905)
- 1843 – Edvard Grieg norvég zeneszerző, zongoraművész († 1907)
- 1848 – Láng Adolf műépítész, a magyar historizmus képviselője († 1913)
- 1874 – Böckh Hugó geológus († 1931)
- 1875 – Drasche-Lázár Alfréd magyar diplomata, politikus, író († 1949)
- 1882 – Ion Antonescu román katonatiszt, diktátor († 1946)
- 1883 – B. Ványi Gábor magyar gazdálkodó, országgyűlési képviselő († 1954)
- 1892  – Nagy Ödön magyar sakkfeladvány-szerző († 1966)
- 1903 – Fekete József erdélyi szobrászművész, a modern romániai szobrászat kiemelkedő egyénisége († 1979)
- 1914 – Ujlaky László magyar színész, érdemes művész († 1994)
- 1915 – Thomas Huckle Weller, Nobel-díjas amerikai virológus († 2008)
- 1916 – Gene Force amerikai autóversenyző († 1983)
- 1920 – Alberto Sordi olasz színész († 2003)
- 1921 – Erroll Louis Garner amerikai dzsessz-zenész, zongoraművész († 1977)
- 1927 – Foky Ottó animációsfilm-rendező († 2012)
- 1928
  - Horváth Ottó magyar színész († 1983)
  - Tábori Nóra Kossuth-díjas magyar színésznő († 2005)
- 1929 – Tarnay Margit magyar színésznő († 2020)
- 1936 – Claude Brasseur (er. Claude Espinasse) francia színész, sportoló († 2020)
- 1938 – Horváth Eszter Liszt Ferenc-díjas magyar operaénekesnő († 2019)
- 1939 – Lőrincz L. László magyar író
- 1940 – Gyöngyössy Katalin Kossuth- és Jászai Mari-díjas magyar színésznő érdemes művész
- 1943 – Johnny Hallyday (er. Jean-Philippe Smet) francia rock-énekes, színész († 2017)
- 1944 – Henkel Gyula magyar színész († 1991)
- 1945
  - Harsányi Gábor Kossuth- és kétszeres Jászai Mari-díjas magyar színművész érdemes művész író
  - Sárközy Péter  irodalomtörténész, hungarológus
  - Pásztor László magyar zenész, zeneszerző, a Neoton Família vezetője
- 1946
  - Brigitte Fossey francia színésznő
  - Demis Roussos (Artemios Ventouris Roussos) görög énekes, zenész (Aphrodite’s Child) († 2015)
- 1948 – Alan Huckle brit külbirtoki adminisztrátor
- 1951 – Havril András nyugáll. vezérezredes, a Honvéd Vezérkar volt főnöke
- 1953 – Wohlmuth István magyar színész
- 1954
  - James Belushi színész
  - Újhelyi Olga magyar színésznő († 2004)
- 1958 – Riccardo Paletti olasz autóversenyző († 1982)
- 1962 – Rost Andrea Kossuth-díjas magyar opera énekesnő
- 1964
  - Michael Laudrup dán labdarúgó, edző
  - Courteney Cox amerikai fotómodell, színésznő, producer
- 1967 – Söptei Andrea Jászai Mari-díjas magyar színésznő, érdemes művész
- 1969
  - O'Shea Jackson ("Ice Cube") amerikai rapper, színész,
  - Oliver Kahn kapus
- 1973 – Neil Patrick Harris amerikai színész
- 1978 – Anna Torv ausztrál színésznő
- 1979
  - Fenyő Iván magyar színész
  - Steven Barnett ausztrál műugró
- 1980 – Gábor Bernadett, a Desperado együttes énekesnője
- 1989 – Víctor Cabedo (Victor Cabedo Carda) spanyol profi kerékpáros († 2012)

## Halálozások
- 1521 – Bakócz Tamás esztergomi érsek, bíboros (* 1442)
- 1573 – Verancsics Antal királyi helytartó, bíboros, diplomata, történetíró (* 1504)
- 1631 – Decsi István református lelkész, költő
- 1849 – James Knox Polk, az Amerikai Egyesült Államok 11. elnöke, hivatalban 1845–1849-ig (* 1795)
- 1858 – Ary Scheffer francia festő (* 1795)
- 1893 – Erkel Ferenc magyar zeneszerző, karmester, zongoraművész, pedagógus (* 1810)
- 1904 – Szontágh Pál, Nógrád megyei földbirtokos, a főrendiház tagja, Madách Imre közeli barátja (* 1820)
- 1961 – Giulio Cabianca olasz autóversenyző (* 1923)
- 1965 – Salamon Béla színész, komikus, kabaréigazgató (* 1885)
- 1979 – Gyurkó Lajos magyar tábornok, az 1956-os forradalom során több alkalommal adott tűzparancsot tüntetők ellen (* 1912)
- 1989 – Ray McAnally ír származású brit színész („Misszió”) (* 1926)
- 1993 – James Hunt brit autóversenyző, a Formula–1 1976-os világbajnoka (* 1947)
- 1996 – Ella Fitzgerald amerikai jazz-énekesnő (* 1917)
- 2019 – Franco Zeffirelli olasz filmrendező, forgatókönyvíró (* 1923)
- 2023 – Glenda Jackson kétszeres Oscar-díjas angol színésznő, politikus (* 1936)

## Nemzeti ünnepek, emléknapok, világnapok
- Azerbajdzsán: a nemzet megmenekülésének ünnepe